# 18e régiment d'infanterie (Allemagne)
Pour les articles homonymes, voir 18e régiment.
Le 18e régiment d'infanterie allemande est une unité militaire de la Seconde Guerre mondiale, créée en 1921 au sein de la Reichswehr.

## Caserne
- Bielefeld
- Paderborn
- Detmold

## Histoire
- 1940, il est incorporé dans la 6e division d'infanterie (Allemagne). Le 1er septembre, marche vers l'ouest, 40 kilomètres par jour, le Luxembourg, la Belgique, le Nord de la France, l'embouchure de la Somme et la Loire[1]. En octobre, dans la Manche.
- 1941, en juillet, en province de Prusse-Orientale. En juin, à Suwalki. Le 22 juin, opération Barbarossa[2]. Le 2 juillet, à Hrodna et le 5 juillet à Achmiany. En août à Homiel Bataille de Homiel (1941). En décembre, bataille de Moscou dans les faubourgs de Tver, le 15 décembre le régiment perd 32 hommes, 35 blessés et 55 cas de gelures.
- 1942, janvier, à Rjev durant l'opération Mars. En fin 1942, le régiment avait perdu 17 officiers, 375 sous-officiers et 746 hommes. Mai : seconde bataille de Kharkov.
- 1943, juillet à août 1943 : bataille de Koursk.
- 1944, juin le régiment est anéanti vers la Bérézina.